# Ampelisca barnardi
Ampelisca barnardi är en kräftdjursart. Ampelisca barnardi ingår i släktet Ampelisca och familjen Ampeliscidae. Inga underarter finns listade i Catalogue of Life.